# У нас є привид
«У нас є привид» — американська комедія про надприродні явища, сценаристом та режисером картини став Крістофер Лендон. Фільм заснований на оповіданні Джеффа Мано «Ернест». У фільмі зіграли Девід Гарбор, Джахі Вінстон, Тіг Нотаро, Дженніфер Кулідж та Ентоні Макі.
«У нас є привид» вийшов 24 лютого 2023 року Netflix. Він отримав неоднозначні відгуки кінокритиків.

## Сюжет
Дізнавшись, що в їхньому новому домі живе привид на ім'я Ернест, батько Кевіна створює канал на YouTube і робить привида та його родину відомими в Інтернеті. Однак, коли Кевін і Ернест починають розкривати правду про минуле Ернеста, вони стають мішенню ЦРУ.

## Актори
- Девід Гарбор — Ернест
- Джахі Вінстон — Кевін Преслі
- Тіг Нотаро — докторка Леслі Монро
- Еріка Еш — Мелані Преслі
- Дженніфер Кулідж — Джуді Романо
- Ентоні Макі — Френк Преслі
- Фейт Форд — Барбара Менголд
- Найлз Фітч — Фултон Преслі
- Ізабелла Руссо — Джой Йошіно
- Стів Култер — заступник директора Арнольд Шиплі

Крім того, доктор Філ Макгро має епізодичну роль у ролі самого себе.

## Виробництво
Було оголошено, що виробництво фільму «У нас є привид» почнеться в липні 2021 року, сценаристом і режисером фільму стане Крістофер Лендон. Картина заснована на оповіданні Джеффа Мано «Ернест». До акторського складу входять Ентоні Макі, Девід Гарбор, Джахі Вінстон, Тіг Нотаро, Дженніфер Кулідж, Еріка Еш, Найлз Фітч, Ізабелла Руссо, Фейт Форд і Стів Култер. Гарбор грає роль привида Ернеста. Він був першим вибором Лендона на цю роль. Він сказав Entertainment Weekly : «Я знав, що ця роль неймовірно складна, тому що в ній немає діалогів, тому йому просто доводиться робити так багато з малого. У нас була зустріч, і він сказав мені, що боїться цього, і я зрозумів, що це чудово, оскільки це показує, що він почувається вразливим, заінтригованим і схвильованим. Наприкінці нашої зустрічі, я думаю, ми обидва дійсно відчували, що це був хороша зустріч».
Основні зйомки розпочалися в серпні 2021 року в Дональдсонвіллі та Новому Орлеані. Через кілька тижнів зйомки були припинені через обрушення на Луїзіану урагану «Іда». Виробництво відновилося в жовтні, щоб завершити зйомки сцен у місті Ассансьйон на західному березі.

## Прем'єра
«У нас є привид» вийшов 24 лютого 2023 року Netflix.

## Відгуки
На агрегаторі рецензій Rotten Tomatoes рейтинг схвалення фільму становить 43 % на основі 40 рецензій із середньою оцінкою 5,2/10. Консенсус критиків вебсайту звучить так: «„У нас є привид“ — весела концепція з талановитим акторським складом; на жаль, ця моторошно-нерівна стилістика 80-х також має дуже мало уявлення про те, що з ними робити». На Metacritic фільм отримав середню оцінку 53 зі 100 на основі 23 критиків, що означає «змішані або середні відгуки».